# Сафронов, Илья Иванович
Илья́ Ива́нович Сафро́нов (24 июля 1920 — 28 июня 2013) — советский дипломат. Чрезвычайный и полномочный посол.

## Биография
Окончил Московский энергетический институт (1944) и Высшую дипломатическую школу МИД СССР (1947). На дипломатической работе с 1947 года.
- В 1947—1948 годах — сотрудник центрального аппарата МИД СССР.
- В 1948—1954 годах — сотрудник Посольства СССР в КНР.
- В 1954—1958 годах — сотрудник центрального аппарата МИД СССР.
- В 1958—1961 годах — советник Посольства СССР в КНР.
- В 1961—1963 годах — на ответственной работе в центральном аппарате МИД СССР.
- В 1963—1966 годах — советник Посольства СССР в Австралии.
- В 1966—1968 годах — на ответственной работе в центральном аппарате МИД СССР.
- С 18 декабря 1968 по 4 марта 1971 года — чрезвычайный и полномочный посол СССР в Сингапуре[1].
- В 1972—1976 годах — на ответственной работе в центральном аппарате МИД СССР.
- С 15 января 1976 по 10 июля 1981 года — чрезвычайный и полномочный посол СССР на Маврикии[2].
- В 1981—1986 годах — на ответственной работе в центральном аппарате МИД СССР.

С 1986 года — в отставке.
Похоронен на Троекуровском кладбище (участок 13).

## Награды
- Орден «Знак Почёта» (1968).
- Орден Трудового Красного Знамени (1971).
- Орден Дружбы народов (1980).
- Почётная Грамота Президиума Верховного Совета РСФСР (1970).